# Manoir de Caniel
Le manoir de Caniel était un manoir situé sur la commune de Cany-Barville, en Seine-Maritime, en France. Le site archéologique fait l’objet d’une inscription au titre des monuments historiques depuis 1984.

## Historique
Le manoir est daté du XIVe siècle-XVe siècle ou au début du XIVe siècle pour Pierre de Chambly. Il est détruit pendant la Guerre de Cent Ans ou durant le règne de Louis XI.
Le site est fouillé en 1978.
Le site du manoir est inscrit comme monument historique le 26 décembre 1984.

## Description
Le manoir était situé sur une éminence de 40 m sur 25 m et pourvu d'un large fossé.